# Fonticulus sphenoidalis

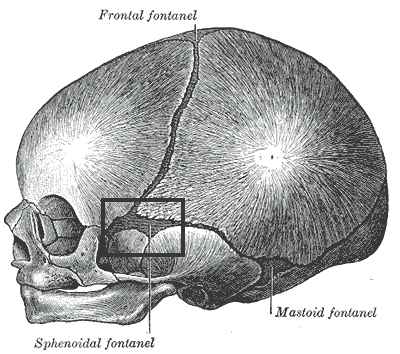
Egy újszülött koponyája oldalról (a fekete négyzet jelöli az apró kutacsot)

A fonticulus sphenoidalis egy apró kutacs az újszülött koponyáján. A homlokcsont (os frontale), a falcsont (os parietale), az ékcsont (os sphenoidale), a halántékcsont (os temporale) és a járomcsont (os zygomaticum) határolja.